# Азиатски женшен
Азиатският женшен (Panax ginseng) евид растения от семейство Бръшлянови (Araliaceae).
Таксонът е описан за пръв път от Карл Антон фон Мейер през 1842 година.

## Форми
- Panax ginseng f. angustatus
- Panax ginseng f. angustifolius
- Panax ginseng f. xanthocarpus